# Story (TV-serie)
Story är en svensk reportageserie som hade premiär på SVT Play den 20 april 2023. Första säsongen består av 5 avsnitt.

## Handling
Serien kretsar kring fem personer som samtliga varit med om livförändrande händelser. I serien berättar de sin historia, och hur händelsen påverkade deras liv.
Avsnitt 1: Journalisten Jenny Küttim flydde från Jehovas Vittnen som 13-åring. För första gången sedan dess återvänder hem för att göra upp med sin barndom.
Avsnitt 2: I juli 2019 kraschade ett plan i Umeå där piloten och åtta fallskärmshoppare dör. Johan Hellström, chefsinstruktör på fallskärmsklubben berättar om hur olyckan påverkat honom.
Avsnitt 3: År 2012 klättrar Axel Schylström upp på ett tåg i Norrköping. Han blir svårt brännskadad efter att ha fått 16 000 volt genom kroppen. I programmet berättar han om tankarna efter olyckan och kampen tillbaka.
Avsnitt 4: Vivi Wallin växte upp med en cancersjuk mamma. Rädslan över att mamman skulle dö påverkade henne på djupet. Vivi berättar om ångesten och hur hon hanterade den.

## Medverkande
- Jenny Küttim
- Johan Hellström
- Axel Schylström
- Vivi Wallin